# Guy N. Collins
Guy N. Collins (Farmington, 19 de agosto de 1872 - Lanham, 14 de agosto de 1938) fue un botánico, genetista, escritor y profesor estadounidense.

## Biografía
Estudió en Liberia y en Puerto Rico con Orator Fuller Cook, y posteriormente fue Botánico Principal en USDA Division de Cereales de Cosecha y Enfermedades.
Era aborigen de un barrio de Farmington (Nueva York) en 1872, estudiando en la Universidad de Siracusa antes de seguir estudios botánicos con Cook. Fue muy amigo de David Fairchild.
Falleció en 1938, de endocarditis, una infección del corazón.
Su sobrino Harold Loomis, también botánico, trabajó con Cook.

## Algunas publicaciones
- 1929. The application of statistical methods to seed testing. Circular 79 USDA, 18 p.
- 1903. Economic Plants of Porto Rico, v. 8, punto 2 de Contributions from the United States National Herbarium, ISSN 0097-1618 con	Orator Fuller Cook, reimpreso de U.S. Gov. Printing Office, 213 p.
- 1901. Seeds of commercial saltbushes. Bull. 27 USDA, Division of Botany, 28 p.
- 1895. The Craspedosomatidae of North America. Annals of the New York Academy of Sci. 9. Con Orator Fuller Cook, 100 p.

- La abreviatura «G.N.Collins» se emplea para indicar a Guy N. Collins como autoridad en la descripción y clasificación científica de los vegetales.[4]